# Nguyễn Tấn Tuân
Nguyễn Tấn Tuân (sinh năm 1964) là một chính trị gia người Việt Nam. Ông từng là Phó Bí thư Tỉnh ủy kiêm Chủ tịch Ủy ban nhân dân tỉnh Khánh Hòa. Ông từng là đại biểu Quốc hội Việt Nam khóa 12, khóa 13, thuộc đoàn đại biểu Khánh Hoà..

## Tiểu sử
Ông sinh ngày 1 tháng 6 năm 1964, quê quán ở xã Ninh Quang, thị xã Ninh Hòa, tỉnh Khánh Hòa, là người dân tộc Kinh.
Trình độ Chính trị: Cử nhân Chính trị.
Trình độ chuyên môn: Cử nhân Luật.
Tham gia vào Đảng ngày 1 tháng 3 năm 1985.

## Sự nghiệp
Ông Tuân từng giữ các vị trí: Bí thư Tỉnh Đoàn, Bí thư Thị ủy Cam Ranh, Trưởng ban Tuyên giáo Tỉnh ủy.
Tháng 9/2010, tại Đại hội Đại biểu Đảng bộ tỉnh Khánh Hòa khóa XVI nhiệm kỳ 2010 - 2015, ông được bầu làm Phó Bí thư Thường trực Tỉnh ủy.
Từ năm 2011 đến năm 2016: ông là Phó Bí thư Thường trực Tỉnh ủy, Trưởng đoàn Đại biểu Quốc hội khóa XIII tỉnh Khánh Hòa.
Tháng 9/2015, tại Đại hội đại biểu Đảng bộ tỉnh Khánh Hòa khóa XVII nhiệm kỳ 2015 - 2020, ông tiếp tục được bầu làm Phó Bí thư Thường trực Tỉnh ủy.
Ngày 14/6/2016, HĐND tỉnh Khánh Hòa khóa VI đã tiến hành bỏ phiếu kín, kết quả ông đã được toàn bộ 100% đại biểu HĐND tỉnh bầu làm chủ tịch HĐND tỉnh Khánh Hòa nhiệm kỳ 2016-2021.
Ngày 21/02/2020, HĐND tỉnh Khánh Hòa đã tiến hành thủ tục miễn nhiệm chức vụ Chủ tịch HĐND tỉnh khóa VI đối với ông. Đồng thời, HĐND tỉnh cũng đã bầu ông giữ chức vụ Chủ tịch UBND tỉnh Khánh Hòa nhiệm kỳ 2016-2021.
Ngày 5/3/2020, Thủ tướng Chính phủ phê chuẩn kết quả bầu chức vụ Chủ tịch UBND tỉnh Khánh Hòa nhiệm kỳ 2016 - 2021 đối với ông.